# Teatro Mercadante

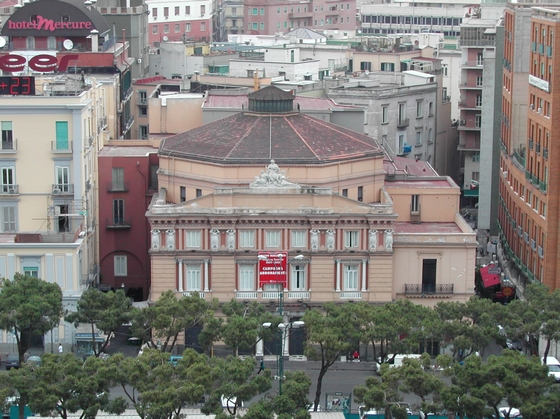
Il Mercadante, visto dagli spalti del Maschio Angioino.

Il Teatro Mercadante (già Teatro del Fondo) è uno storico teatro di Napoli.

## Storia
Costruito tra il 1776 e il 1778 su progetto del colonnello messinese Francesco Sicuro, grazie ai beni confiscati ai Gesuiti in seguito alla loro espulsione da Napoli, che costituivano il cosiddetto “Fondo di separazione dei lucri” (da cui l'originario nome del teatro: Teatro del Fondo), venne inaugurato il 31 luglio [1779] con la rappresentazione L'infedeltà fedele di G.B. Lorenzi, musicata da Domenico Cimarosa, visitato da Mozart.
Dopo il breve periodo della Repubblica Napoletana del 1799, in cui il Teatro assunse il nome di "Teatro Patriottico", il Teatro del Fondo venne affidato dal 7 luglio 1809 al celebre impresario Domenico Barbaja. Sotto la sua gestione il Teatro ospitò i più grandi musicisti dell'epoca, da Gioachino Rossini a Gaetano Donizetti.
Il 4 dicembre 1816 avviene la prima assoluta di Otello (Rossini) con Andrea Nozzari, Isabella Colbran, Giovanni David e Michele Benedetti.
Il 29 giugno 1822 avviene la prima assoluta di La lettera anonima di Gaetano Donizetti con Giovanni Battista Rubini.
Il 19 agosto 1827 avviene la prima assoluta di Il borgomastro di Saardam di Donizetti con Caroline Unger.
Il 2 agosto 1828 avviene la prima assoluta di Gianni di Calais di Donizetti con Rubini, Antonio Tamburini e Michele Benedetti.
Il 26 febbraio 1829 avviene la prima assoluta di Il giovedì grasso di Donizetti con Rubini, Luigi Lablache e Giovanni Pace.
Il 18 giugno 1831 avviene la prima assoluta di La romanziera e l'uomo nero di Donizetti con Luigia Boccabadati, Tamburini e Gennaro Luzio.
Dopo alcuni interventi di restauro, alcuni dei quali radicali (nel 1893 fu rifatta la facciata su disegno dell'ingegner Pietro Pulli), nel dicembre del 1870 il Teatro assunse l'attuale denominazione in onore del musicista pugliese Saverio Mercadante, napoletano d'adozione.
Dopo circa un secolo, segnato soprattutto dai successi di Eduardo Scarpetta, chiuse definitivamente nel 1963 per inagibilità dovuta a ragioni statiche.
Dalla metà degli anni Ottanta vi furono allestite mostre e alcune rappresentazioni, come Histoire du soldat di Igor' Fëdorovič Stravinskij con regia di Roberto De Simone e partecipazione straordinaria di Arturo Brachetti nel 1987, e Rasoi di Mario Martone nel 1990. Solo dal 1995 in poi il Mercadante ha ripreso regolarmente la sua attività con stagioni teatrali regolari e progetti di teatro contemporaneo.
Dalla stagione teatrale 2003-2004 il Mercadante è gestito dal Teatro Stabile di Napoli.

## Prime assolute (lista parziale)
- L'infedeltà fedele di Domenico Cimarosa (20 luglio 1779) - inaugurazione
- Il barbiere di Arpino di Angelo Tarchi (estate 1779)
- Il geloso sincerato di Gaetano Monti (autunno 1779)
- I matrimoni per inganno di Giuseppe Maria Curcio (inverno 1779)
- Il millantatore di Giuseppe Maria Curcio (carn. 1780)
- La viaggiatrice di Giuseppe Gazzaniga (primavera 1780)
- La scaltra in amore di Giuseppe Maria Curcio (estate 1780)
- La stravagante di Giuseppe Gazzaniga (carn. 1781)
- La fiera di Brindisi di Giuseppe Giordani (1781)
- Il convito di Giuseppe Giordani (carnevale 1782)
- L'amor geloso di Vicente Martín y Soler (1782)
- L'astrologa di Francesco Bianchi (1782)
- L'inganno di Luigi Caruso (1782)
- L'incognita fortunata di Giacomo Rust (estate 1782)
- La donna amante di tutti, e fedele a nessuno di Pietro Alessandro Guglielmi (1783)
- L'intrigo delle mogli di Giuseppe Gazzaniga (1783)
- La villana riconosciuta di Domenico Cimarosa (1783)
- La sposa stramba di Giacomo Tritto (primavera 1783)
- Le quattro stagioni di Luigi Caruso (giugno 1784)
- La donna fedele di Gaetano Monti (?1 settembre 1784)
- Le tre fanatiche di Gaetano Andreozzi (carn. 1785)
- Telemaco nell'isola di Calipso di Francesco Cipolla (1785)
- Cook, ossia Gl'inglesi in Othaiti di Giuseppe Sarti (16 luglio 1785)
- Armida di Giacomo Tritto (1786)
- Annetta e Fierillo di Giovanni Battista Giannini (17 aprile 1786)
- La pastorella nobile di Pietro Alessandro Guglielmi (15 luglio 1788)
- La contadina semplice di Gaetano Marinelli (carnevale 1790)
- L'azzardo di Pietro Alessandro Guglielmi (09 ottobre 1790)
- L'amore per incanto di Marcello Bernardini (1791)
- Amore aguzza l'ingegno di Gaetano Marinelli (carnevale 1792)
- Baldassare punito di Gaetano Marinelli (quar. 1792, oratorio)
- L'audacia fortunata di Valentino Fioravanti (1793)
- Admeto di Pietro Alessandro Guglielmi (05 ottobre 1794)
- Il barone in angustie di Giacomo Tritto (01 febbraio 1797)
- L'amor per interesse di Valentino Fioravanti (15 novembre 1797)
- L'alloggio militare di Stefano Pavesi (primavera 1811)
- Clodoveo di Giovanni Battista de Luca (estate 1811)
- L'assassino innocente di Vincenzo Migliorucci (1811)
- Il califfo di Bagdad di Manuel Garcia (20 settembre 1813)
- Cimene di Tommaso Consalvo (1814)
- Le nozze di Teti e Peleo di Gioacchino Rossini (24 aprile 1816)
- Otello, ossia il Moro di Venezia di Gioacchino Rossini (4 dicembre 1816)
- La caccia di Enrico IV di Pietro Raimondi (04 marzo 1822)
- L'amante virtuoso di Giuseppe Balducci (01 aprile 1823)
- Il contraccambio, ovvero L'amore alla prova di Luigi Carlini (inverno 1823)
- L'audacia fortunata di Antonio Sapienza (estate 1824)
- L'abate de l'Epée di Giuseppe Mosca (27 giugno 1826)
- La bella prigioniera di Giacomo Cordella (1826)
- Il borgomastro di Saardam di Gaetano Donizetti (19 agosto 1827)
- Bannier di Mario Aspa (06 giugno 1829)
- Bianca di Belmonte di Genovés y Lapetra Tomas (29 ottobre 1833)
- La burla di Mario Aspa (1834)
- Anna di Resburgo di Carolina Uccelli (autunno 1835)
- Il colonnello di Federico Ricci (14 marzo 1835)
- Un anno e un giorno di Julius Benedict (19 ottobre 1836)
- L'americano in fiera, ossia Farvest Calelas, libretto di Andrea Passaro (05 ottobre 1837)
- Il corsaro di Salvatore Sarmiento (1838)
- I ciarlatani di Luigi Cammarano (primavera 1839)
- Il biglietto e l'anello di Rocco Aggiuttorio (estate 1839)
- Cento bugie, una verità di Luigi Siri (estate 1839)
- Il ballerino, ossia i guanti gialli di Pietro Graviller (autunno 1839)
- Adolfo di Gewal, ossia i montanari svedesi di Aurelio Bruno (1843)
- Angelica Veniero di Andrea Butera (1846)
- Caterina di Cleves di Francesco Chiaromonte (21 luglio 1850)
- Alina di Gaetano Braga (26 luglio 1853)
- L'alchimista di Lauro Rossi (23 agosto 1853)
- Il conte di Rossiglione di Giorgio Miceli (14 maggio 1854)
- Albina di Lerida di Aurelio Bruno (04 agosto 1855)
- La cantante di Luigi Vespoli (1858)
- Il 1868 di Michele Ruta (30 gennaio 1869)
- Un'altra figlia di madame Angot di Matteo Fischietti (1874)
- L'ultimo dei Mori in Ispagna di Costantino Parravano (12 dicembre 1874)
- Guidetta di Errico Sarria (25 maggio 1875)